# Seoca, Bar
Seoca este un sat din comuna Bar, Muntenegru. Conform datelor de la recensământul din 2003, localitatea are 31 de locuitori (la recensământul din 1991 erau 49 de locuitori).

## Demografie
În satul Seoca locuiesc 31 de persoane adulte, iar vârsta medie a populației este de 69,6 de ani (68,0 la bărbați și 70,7 la femei). În localitate sunt 21 de gospodării, iar numărul mediu de membri în gospodărie este de 1,48.
|  |

| Demografie | Demografie | Demografie |
| An         | Locuitori  | Locuitori  |
| ---------- | ---------- | ---------- |
|            |            |            |
|            |            |            |
|            |            |            |
|            |            |            |
| 1948       | 438        |            |
| 1953       | 432        |            |
| 1961       | 321        |            |
| 1971       | 233        |            |
| 1981       | 113        |            |
| 1991       | 49         | 49         |
| 2003       | 31         | 31         |

| \| Componența etnică conform recensământului din 2003[2] \| Componența etnică conform recensământului din 2003[2] \| Componența etnică conform recensământului din 2003[2] \| Componența etnică conform recensământului din 2003[2] \| Componența etnică conform recensământului din 2003[2] \| \| ----------------------------------------------------- \| ----------------------------------------------------- \| ----------------------------------------------------- \| ----------------------------------------------------- \| ----------------------------------------------------- \| \| \| \| \| \| \| \| Muntenegreni \| Muntenegreni \| \| 31 \| 100% \| \| necunoscută \| necunoscută \| \| 0 \| 0% \| |              |  |    |      |
| Componența etnică conform recensământului din 2003 |              |  |    |      |
| |              |  |    |      |
| Muntenegreni | Muntenegreni |  | 31 | 100% |
| necunoscută | necunoscută  |  | 0  | 0%   |